# تانيل تين
تانيل تين (بالإستونية: Tanel Tein)‏ مواليد 10 يناير 1978 في تارتو، هو لاعب كرة سلة إستوني سابق. حمل الرقم 7. يبلغ طوله 6 قدم 4 بوصة (1.9 م).

## المسيرة الاحترافية
لعب مع نادي تارتو لكرة السلة من سنة 1993 إلى 1998، ثم لعب مع تارتو من سنة 1999 إلى 2003، ثم لعب مع ألبا برلين في الدوري الألماني في موسم 2004–2005، ثم لعب مع تارتو في موسم 2005–2006، ثم لعب مع زينيت سانت بطرسبرغ في الدوري الروسي في سنة 2006، ثم لعب مع تارتو من سنة 2006 إلى 2010.

## روابط خارجية
- تانيل تين على موقع الاتحاد الدولي لكرة السلة (الإنجليزية)
- تانيل تين على موقع الدوري الأوروبي لكرة السلة (الإنجليزية)
- تانيل تين على موقع كرة السلة الأوروبية.كوم (الإنجليزية)
- تانيل تين على موقع كلية كرة السلة في سبورتس رفرنس.كوم (الإنجليزية)
- تانيل تين على موقع ريلجم (الإنجليزية)
- تانيل تين على موقع بروبوليرز (الإنجليزية)
- تانيل تين على موقع سبورتس رفرنس (الإنجليزية)